# Sami Frey
Sami Frey, nome d'arte di Samuel Frei (Parigi, 13 ottobre 1937), è un attore francese.

## Biografia

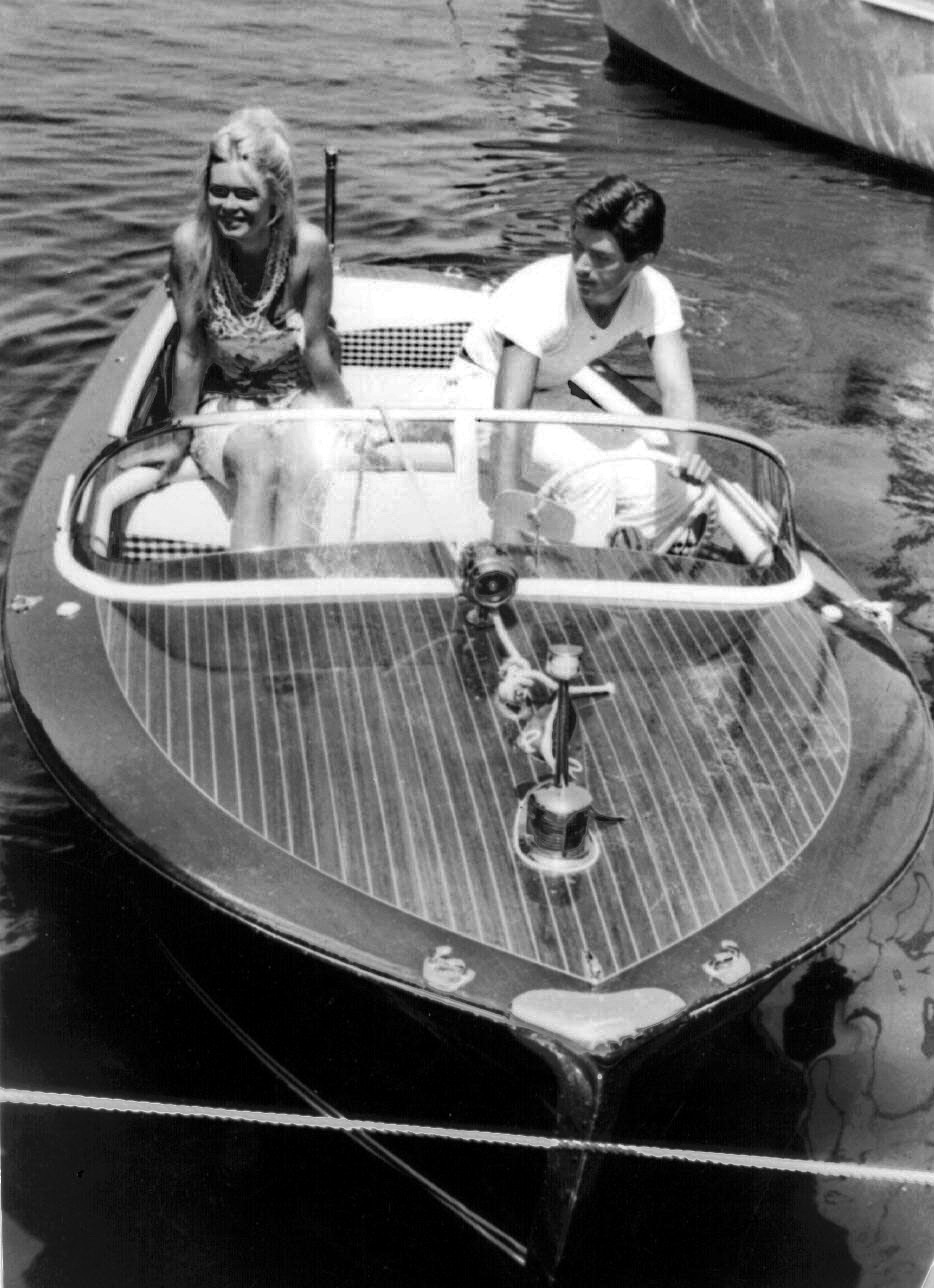
Sami Frey con Brigitte Bardot, a Saint-Tropez, nel 1963

Nasce a Parigi il 13 ottobre 1937, figlio di Mendel Frei e Perla Wolf, immigrati polacchi di origine ebraica. La sua infanzia è segnata da un episodio tragico: la perdita di entrambi i genitori, morti a seguito della deportazione nel campo di concentramento nazista di Auschwitz.
Allevato dalla nonna, segue i corsi di recitazione di René Simon e ottiene il suo primo ruolo importante con il film La verità (1960) di Henri-Georges Clouzot, dove interpreta l'amante di Brigitte Bardot, di cui per un periodo diventa effettivamente il partner, durante il matrimonio dell'attrice con Jacques Charrier.
Dagli anni sessanta in poi lavora con registi di grande notorietà interpretando numerosi film, da Bande à part (1964), pellicola cult diretta da Jean-Luc Godard, a Il regista di matrimoni (2006) di Marco Bellocchio.
Sami Frey si è dedicato anche al teatro partecipando a spettacoli di Claude Régy e contribuendo alla scoperta di Harold Pinter in Francia.
Con il lavoro teatrale Je me souviens di Georges Perec, da lui diretto al Festival di Avignone, ha vinto il Premio "Syndicat de la critique".

## Filmografia parziale
- Pardonnez nos offenses, regia di Robert Hossein (1956)
- La strada della violenza (Les Jeux dangereux), regia di Pierre Chenal (1958)
- La verità (La Vérité), regia di Henri-Georges Clouzot (1960)
- Gioventù di notte, regia di Mario Sequi (1961)
- I sette peccati capitali (Les Sept péchés capitaux), regia di Roger Vadim (1962)
- Il disordine, regia di Franco Brusati (1962)
- Cleo dalle 5 alle 7 (Cléo de 5 à 7), regia di Agnès Varda (1962)
- Il delitto di Thérèse Desqueyroux (Thérèse Desqueyroux), regia di Georges Franju (1962)
- L'appartamento delle ragazze (L'Appartement des filles), regia di Michel Deville (1963)
- Bande à part, regia di Jean-Luc Godard (1964)
- La costanza della ragione, regia di Pasquale Festa Campanile (1964)
- La meravigliosa Angelica (Angélique et le roy), regia di Bernard Borderie (1966)
- Manon 70, regia di Jean Aurel (1968)
- La schiuma dei giorni (L'écume des jours), regia di Charles Belmont (1968)
- Evviva la libertà (Mr. Freedom), regia di William Klein (1969)
- Gli sposi dell'anno secondo (Les Mariés de l'an deux), regia di Jean-Paul Rappeneau (1971)
- È simpatico, ma gli romperei il muso (César et Rosalie), regia di Claude Sautet (1972)
- Sweet Movie - Dolce film (Sweet Movie), regia di Dušan Makavejev (1974)
- Lettere a Emmanuelle (Néa), regia di Nelly Kaplan (1976)
- Perché no? (Pourquoi pas!), regia di Coline Serreau (1977)
- Apri bene le orecchie (Écoute voir...), regia di Hugo Santiago (1979)
- Mia dolce assassina (Mortelle Randonnée), regia di Claude Miller (1983)
- La tamburina (The Little Drummer Girl), regia di George Roy Hill (1984)
- Vita di famiglia (La Vie de famille), regia di Jacques Doillon (1985)
- L'Unique, regia di Jérôme Diamant-Berger (1986)
- La vedova nera (Black Widow), regia di Bob Rafelson (1987)
- L'opera al nero (L'Œuvre au noir), regia di André Delvaux (1988)
- L'africana (Die Rückkehr), regia di Margarethe von Trotta (1990)
- Eloise, la figlia di D'Artagnan (La Fille de d'Artagnan), regia di Bertrand Tavernier (1994)
- Actors (Les Acteurs) regia di Bertrand Blier (2000)
- La Repentie, regia di Laetitia Masson (2002)
- Anthony Zimmer, regia di Jérôme Salle (2005)
- Il regista di matrimoni, regia di Marco Bellocchio (2006)
- Nuit de chien, regia di Werner Schroeter (2008)
- Marguerite & Julien - La leggenda degli amanti impossibili (Marguerite et Julien), regia di Valérie Donzelli (2015)
- Numéro une, regia di Tonie Marshall (2017)

## Doppiatori italiani
- Massimo Turci in La verità
- Piero Tiberi in La vedova nera
- Gino La Monica in L'opera al nero
- Romano Malaspina in Eloise, la figlia di D'Artagnan
- Rodolfo Bianchi in Il regista di matrimoni
- Natale Ciravolo in Marguerite & Julien - La leggenda degli amanti impossibili